# فریسکو (کلرادو)
فریسکو (به انگلیسی: Frisco) شهری در ایالت کلرادو کشور ایالات متحده آمریکا است که جمعیت آن در سرشماری سال ۲۰۱۰ میلادی، ۲٬۶۸۳ نفر بوده‌است.